# Annona acutiflora
Annona acutiflora Mart. – gatunek rośliny z rodziny flaszowcowatych (Annonaceae Juss.). Występuje endemicznie w Brazylii (w stanach Bahia, Espírito Santo oraz Rio de Janeiro). 

## Morfologia
PokrójZimozielone drzewo dorastające do 2–6 m wysokości.
LiścieMają eliptyczny kształt. Mierzą 5–17 cm długości oraz 2–7 cm szerokości. Liść na brzegu jest całobrzegi. Wierzchołek jest tępy.
OwoceMają jajowaty kształt.

## Biologia i ekologia
Rośnie na wybrzeżu, na otwartych przestrzeniach w lasach oraz w zaroślach. Występuje na terenach nizinnych.